# Efraín Flores
Efraín Flores Mercado (* 6. Februar 1958 in Juchipila, Zacatecas) ist ein ehemaliger mexikanischer Fußballtrainer.

## Biografie
Efraín Flores begann seine Trainerkarriere in den 1980er Jahren beim Club Jalisco und wechselte dann zum Club Atlas, bei dem er zunächst die in der Tercera División und später die in der Segunda División spielenden Reservemannschaften betreute. Erstmals in der Saison 1994/95 wurde er vorübergehend als Interimstrainer der ersten Mannschaft eingesetzt. Nach dem Weggang des argentinischen Trainers Eduardo Solari am Saisonende 1995/96 bekam er erstmals einen Vertrag für eine Erstligamannschaft und betreute den CF Atlas in der Saison 1996/97 in der Primera División. Nach einer recht ausgeglichen verlaufenen Apertura 1996 verlief die Clausura 1997 recht bescheiden, was zu seiner Ablösung nach neun Spieltagen führte. Er blieb aber weiterhin im Trainerstab, trainierte wieder Reservemannschaften und wurde für das Torneo Invierno 2001 noch einmal zum Cheftrainer der Erstligamannschaft von Atlas berufen. Für das anschließende Torneo Verano 2002 wechselte er nach León, konnte den Abstieg des Traditionsvereins aber auch nicht verhindern.
Nach 14 Jahren in Diensten des Club Atlas, unterbrochen nur durch seine sechsmonatige Trainerzeit in León, unterschrieb er ausgerechnet bei dessen Stadtrivalen Chivas Guadalajara einen am 1. Juli 2004 beginnenden Vertrag als sportlicher Direktor über den Nachwuchsbereich der drei Vereine des Präsidenten Jorge Vergara Madrígal: CD Guadalajara, Chivas USA und Deportivo Saprissa. Nach dem Weggang von José Manuel de la Torre im September 2007 wurde er zum Cheftrainer des CD Guadalajara berufen. Diesen Job übte er bis zum März 2009 aus, als er wieder auf den Posten des sportlichen Direktors über den Nachwuchsbereich versetzt wurde.
In Anerkennung seiner bisherigen Leistungen für den Club Guadalajara wurde Flores im Juni 2009 zum sportlichen Leiter des Vereins berufen.
Nach dem Rücktritt von Javier Aguirre zum 30. Juni 2010 betreute Flores zusammen mit Enrique Meza als Interimstrainer die mexikanische Nationalmannschaft, bis am 19. Oktober 2010 mit José Manuel de la Torre ein neuer Nationaltrainer berufen wurde.
Im März 2011 wurde er als Cheftrainer des CF Pachuca verpflichtet und blieb bis zum Ende der Saison 2011/12 bei den Tuzos. Seine letzte Station war im zweiten Halbjahr 2017 bei Mineros de Zacatecas.